# هسلبی ویلاستاد
هسّلبی ویلّاستاد (به سوئدی: Hässelby villastad) یک منطقهٔ مسکونی در سوئد است که در بخش استکهلم واقع شده‌است.